# Fuentes de las Delicias

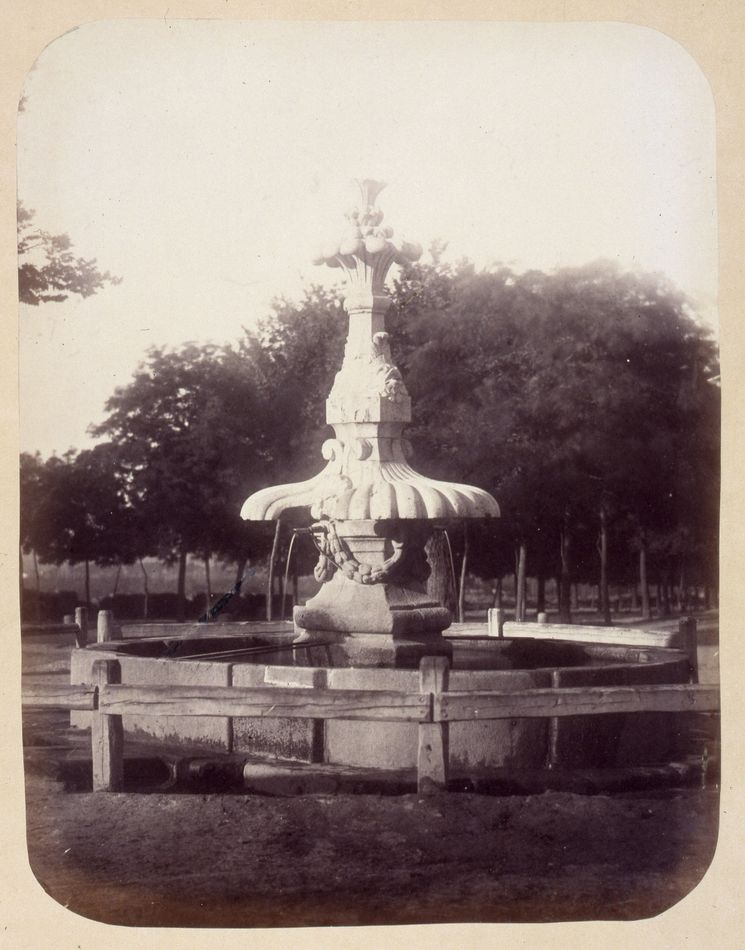
Una de las cuatro fuentes de las Delicias de Isabel, fotografiada por Alfonso Begué en 1864.

Las Fuentes de las Delicias eran cuatro fuentes ornamentales de la ciudad de Madrid, que en su origen se instalaron en el antiguo paseo de las Delicias, en el lado sur de la Plaza del Emperador Carlos V.
Construidas en la segunda mitad del siglo xviii, dos de ellas desaparecieron en la década de 1860, y las otras dos fueron separadas llegando a ocupar diferentes espacios en la capital de España y fuera del país.
Mientras estuvieron en el paseo de las Delicias y en la cabecera del Rastro se abastecieron con aguas del «viage» Bajo Abroñigal, en tanto que la que estuvo en el Campillo del Mundo Nuevo se surtía ya con la red del Canal de Isabel II, como la que se conserva desde mediados del siglo xx en el Parque María Eva Duarte de Perón, en la Plaza de Manuel Becerra de Madrid.

## Historia

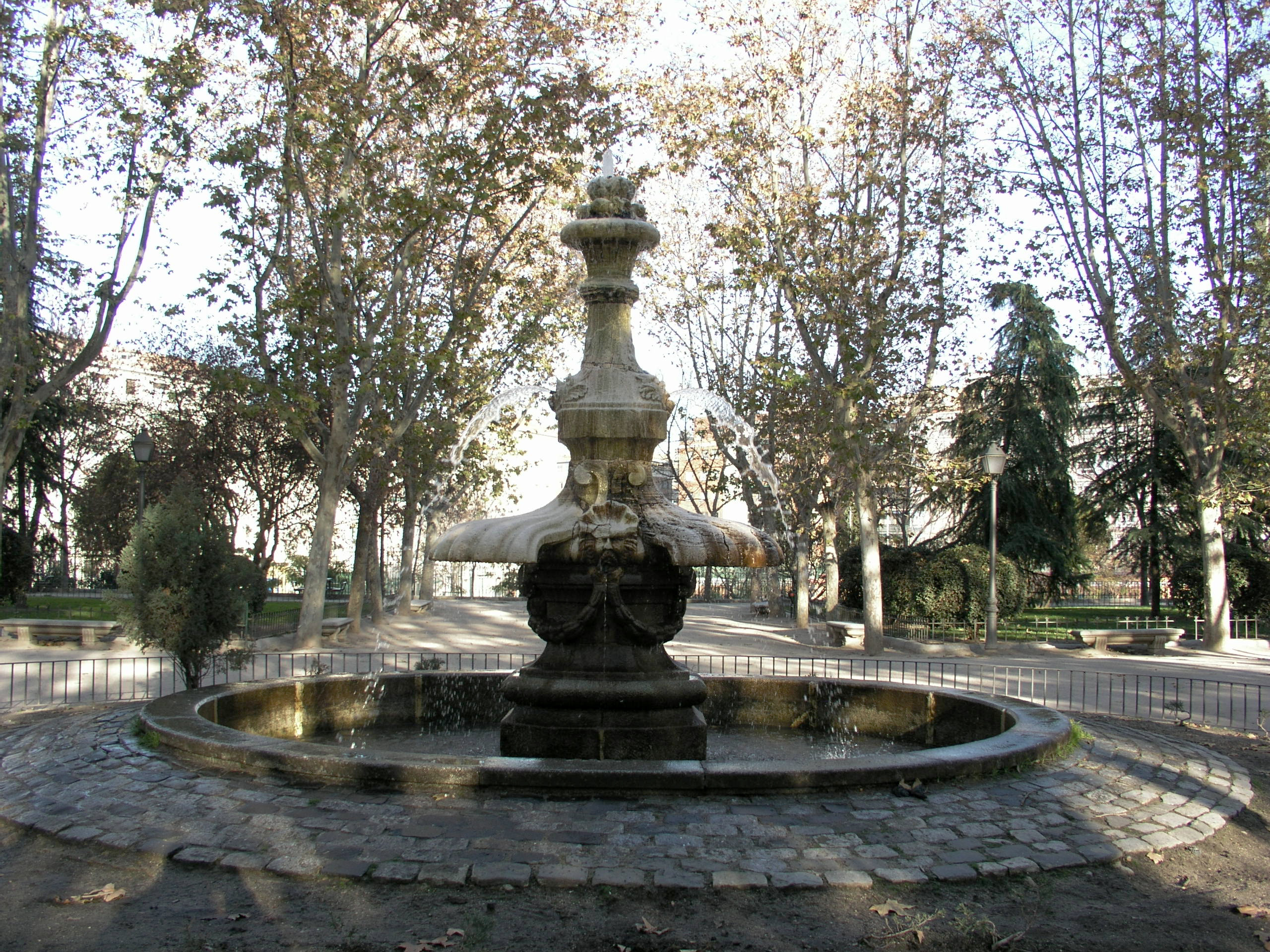
Una de las dos fuentes conservadas, instalada en el Parque Eva Duarte de Madrid, en la década de 1960.

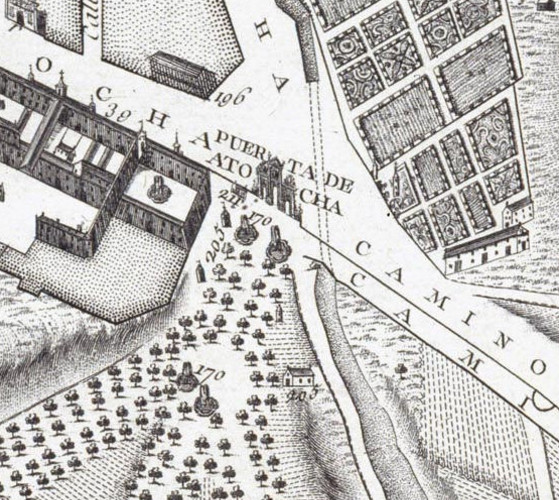
Situación original de las Cuatro fuentes de las Delicias junto a la Puerta de Atocha, en el Plano de Nicolas Chalmandrier (1761).

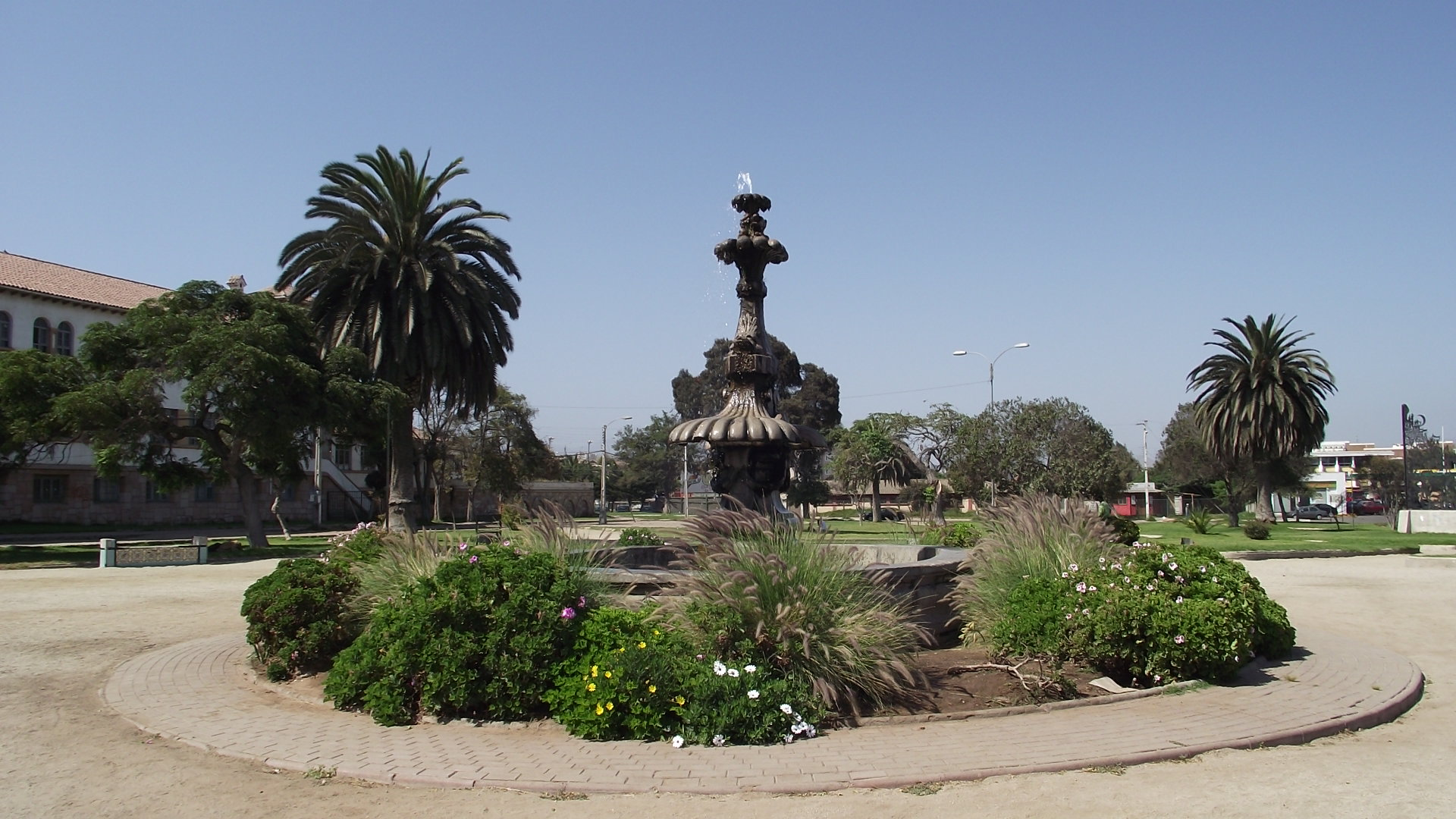
La Fuente de las Delicias situada en la Plaza España de La Serena (Chile) fue regalada en 1952 por el ayuntamiento de Madrid.

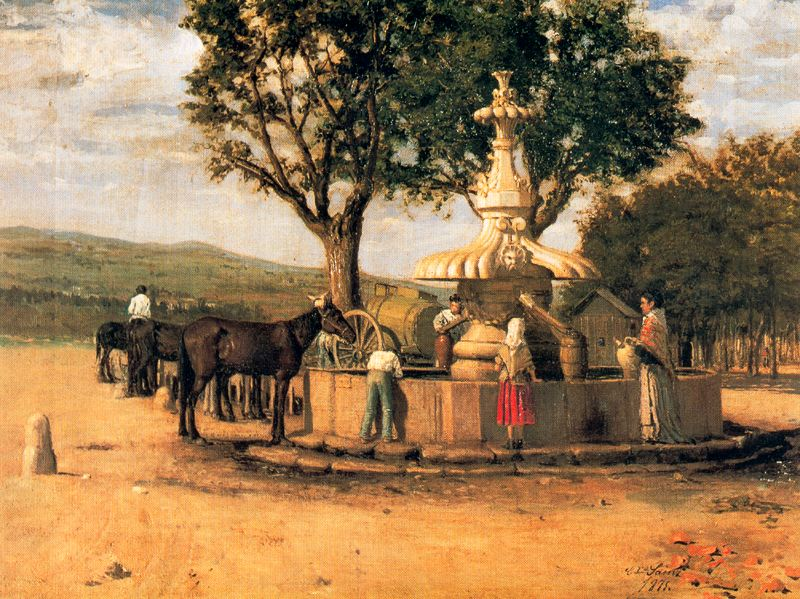
Fuente pública en Madrid, óleo de Casimiro Sainz y Saiz en 1875, conservado en el Museo de Historia de Madrid, ambientando una de las cuatro fuentes barrocas del Paseo de las Delicias. El diseño barroco de las conchas invertidas recuerda el de la Fuente de los Mascarones de la glorieta de la Puerta de San Vicente, de la que pudieron ser coetáneas las de Delicias.

Las cuatro fuentes de las Delicias aparecen representadas en la cartografía de Nicolas Chalmandrier, publicada en 1761, y conservada en la Biblioteca Nacional de España. No queda documentación que permita asegurar que las cuatro fuesen iguales, aunque las dos que se conservan en el inicio del siglo xxi son gemelas.
Madoz describe el conjunto en 1848 con estas palabras: «De la dicha puerta de Atocha parten 3 caminos principales, en cuyas embocaduras se levantan 4 fuentes que sirven de abrevadero a las caballerías y ganados; aquellos son, el de Valencia por Vallecas, el de las Yeserías y el del paseo de las Delicias...» En ese periodo de la mitad del siglo xix se puede imaginar su importancia como abrevaderos para las caballerías que llegaban por el antiguo camino de Valencia o para las tropas acuarteladas en ese sector de Madrid.
Todo parece indicar que las dos fuentes más próximas a la Puerta de Atocha, fueron retiradas hacia 1861 (diez años después de desaparecer dicha puerta). Se conservaron allí durante un siglo las que presidían la intersección de la Ronda de Atocha y el Paseo de las Delicias con el de Santa María de la Cabeza. Esta última queda documentada por una foto de Alfonso Begué en 1864 mostrándola ante la joven arboleda del nuevo paseo de las Delicias, vista de norte a sur y en un espacio aún sin construcciones.
Con la remodelación de la Glorieta de Atocha, una de las dos fuentes supervivientes fue llevada a la que en 1913 se llamaba plaza de Nicolás Salmerón y desde 1941 plaza de Cascorro, aprovechando los espacios liberados tras la desaparición del "Tapón del Rastro", una manzana de siete casas derribadas aquel año. Fue instalada frente al arranque de la calle de los Estudios (sustituyendo unos caños vecinales de 1854) y en aquel castizo enclave estuvo hasta que fue de nuevo trasladada al Parque Eva Duarte de Madrid, en la década de 1960.
La otra superviviente fuente gemela abandonó el original emplazamiento de Atocha-Delicias para presidir durante casi medio siglo la plaza del Campillo del Mundo Nuevo, hasta que el Ayuntamiento de Madrid se la regaló en 1952 a la localidad chilena de La Serena con motivo del 452 aniversario del nacimiento del fundador de esa ciudad, el talabricense Francisco de Aguirre.

## Descripción
De posible obra barroca de finales del siglo xviii, el elemento más llamativo del conjunto son las veneras invertidas que sirven de tazas y que se acercan al diseño de la Fuente de los Mascarones que estuvo en la glorieta de San Vicente, frente a la Puerta homónima, atribuidas al arquitecto Francisco Gutiérrez, autor de las Cuatro Fuentes vecinas que se conservan en el Paseo del Prado.
En el archivo fotográfico del Museo de Historia de Madrid hay una instantánea de Manuel Amuriza López (hecha hacia 1920), donde se aprecian los juegos de agua de sus chorros, saliendo en abanico sobre los mascarones "para mojar por entero las conchas, con bastante más sentido que los sencillos chorros actuales", según la ficha municipal que describe la fuente superviviente instalada en el parque de Eva Duarte.